# Neoptychocarpus
Neoptychocarpus é um género botânico pertencente à família Salicaceae.
1. ↑  «Neoptychocarpus — World Flora Online». www.worldfloraonline.org. Consultado em 19 de agosto de 2020